# Elchgeweihkoralle

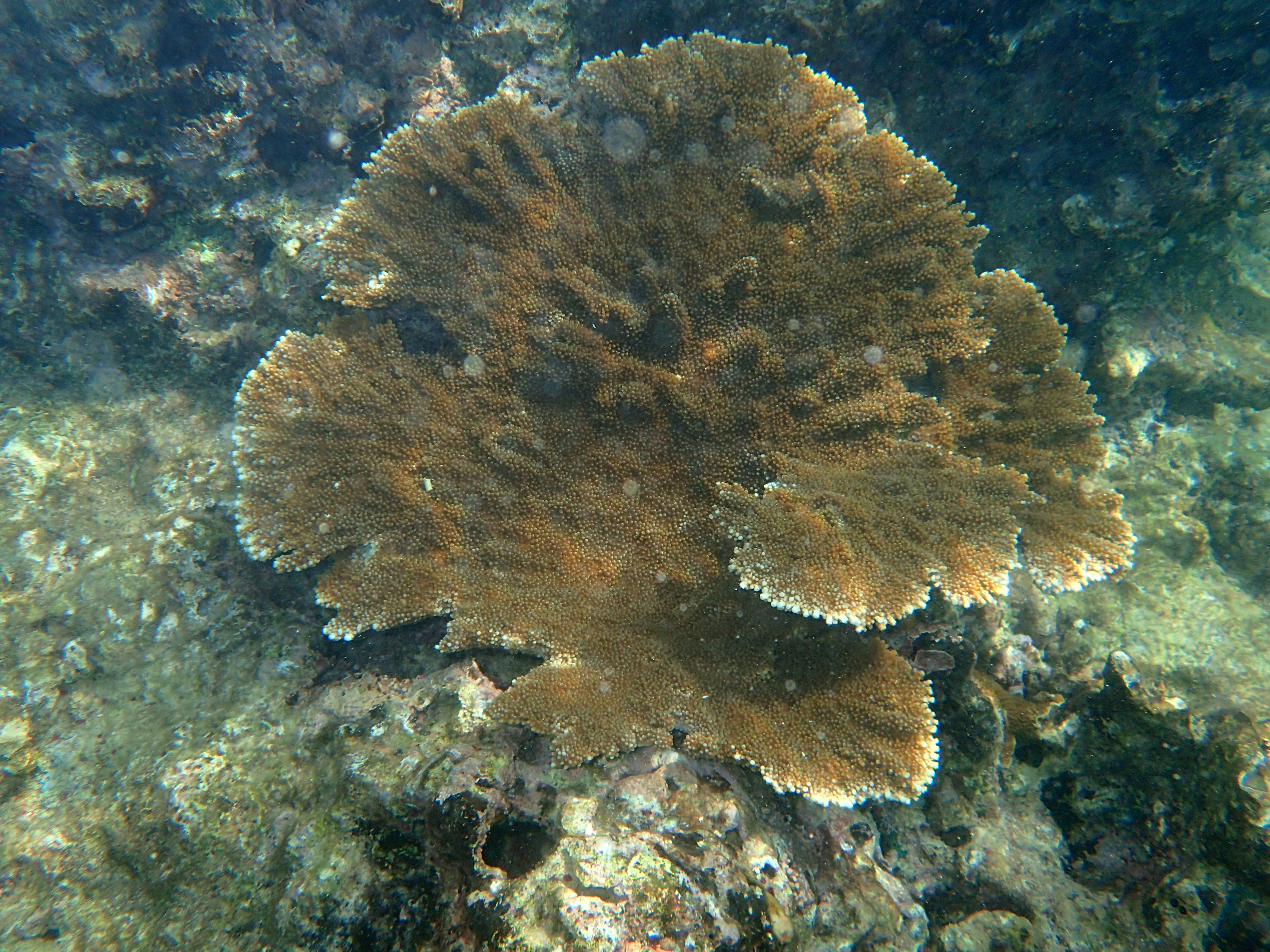
Junges Individuum

Die Elchgeweihkoralle (Acropora palmata) ist eine Steinkoralle (Scleractinia). Sie ist eine von nur drei Acropora-Arten aus der Karibik, den Küsten von Florida bis Venezuelas, wo sie oft die oberen, stark durch Wellen bewegten Bereiche der Korallenriffe dominieren. Den deutschen Trivialnamen erhielt sie aufgrund ihrer großen, schaufelartigen Äste.

## Merkmale
Die Äste dieser Korallenart erreichen Durchmesser von über zehn Zentimeter. In großen, monospezifischen Beständen wachsen die Enden der Äste oft zusammen, so dass sie ein Dach in ein bis zwei Meter Höhe über dem Substrat bilden. Das sich darunter befindende Labyrinth aus Korallenästen dient vielen Fischen und anderen Tieren als Versteck. Im Lauf der Zeit werden die Lücken dann mit Sediment gefüllt. So entstanden auch Kalksteinschichten auf den Florida Keys die 125.000 Jahre alt sind.
In der Riffaquaristik spielt sie keine Rolle. Acropora palmata wird nicht importiert.

## Krankheiten
White pox disease
Wissenschaftler haben nunmehr nachgewiesen, dass die Bakterienart Serratia marcescens bei der Acropora palmata die sogenannte White pox Krankheit auslöst. Gentests und Laborversuche ergaben, dass dieser für Korallen tödliche Keim nicht von anderen Tieren stammt, sondern aus Abwässern des Menschen.